# Txoko
Txoko és una paraula en basc que significa "racó" o "lloc petit". El terme designa els locals de les seus de les societats gastronòmiques, que poden ser tant recreatives com esportives, creades als diferents territoris d'Euskal Herria. En alguns llocs del País Basc, principalment a Guipúscoa i nord de Navarra, se'ls coneix també amb el nom de societats, i a Pamplona com peñas.
Aquestes societats estan formades per socis que moltes vegades pertanyen a una mateixa quadrilla, i s'utilitzen per fer sopars i àpats, ja sigui entre els socis, com entre un soci i els seus convidats. La característica principal és que el cuiner ho fa gratuïtament, mentre que els productes són aportats pels altres participants en l'esdeveniment, llevat dels aliments bàsics d'ús comú que solen provenir del mateix rebost de la societat gastronòmica. Una vegada acabat l'esdeveniment es fan els comptes corresponents i es deixa la documentació i els diners en una bústia que hi ha al mateix local de la societat.
Normalment es paga una quota que serveix per a resoldre les despeses rutinàries i després cada soci paga la despesa que ell fa. Els socis normalment són homes; fins fa poc temps les dones tenien prohibit el pas a les societats (encara en resta alguna on encara no poden entrar, com la Societat Gaztelubide de Sant Sebastià). De tota manera és habitual que no puguin entrar a la cuina.

## Característiques
Una característica bàsica dels txokos és que són els mateixos socis els que cuinen. Es realitza des de la compra al mercat, o s'obté la matèria primera d'alguna altra forma, cacera, pesca, collita... fins a la recollida final dels estris utilitzats (algunes vegades hi ha un servei de neteja). Com es pot suposar la part més important de qualsevol txoko és la cuina.
És molt habitual que després de l'àpat, o mentre es menja, es canti en grup. L'afició que hi ha al País Basc en cantar junts és molt estesa, de tal manera que és molt habitual trobar quadrilles de totes les edats que canten en les sobretaules i en els mateixos àpats, o quan van de bars.

## Explicació sociològica
La societat basca és matriarcal. A la casa, al caseriu, o a les cases dels arrantzales (pescadors) la que porta el pes de la rutina diària és la dona. L'home, tot i ser el cap de família i figurant socialment com a tal, assumeix un paper passiu en l'organització de les tasques de la llar, fins i tot als caserius on la producció ramadera i agrícola és important. Segons expliquen, els txokos -les societats- servien perquè els homes es poguessin "escapar" de la casa i del control de la dona, d'allà la prohibició d'entrada a aquestes. Això ja no és així en la major part de les societats; l'accés de la dona a la feina fora de la llar i la seva qualificació, juntament amb una educació destinada a la igualtat entre sexes ha fet que en l'actualitat siguin molt poques les societats en les quals, mantenint la forma tradicional, només s'admetin comensals barons.

## Altres txokos
En algunes cases grans solen destinar un lloc, normalment un soterrani o semisoterrani, a realitzar reunions amb els amics. Aquest lloc sovint té una cuina i una àmplia taula i es designa, per analogia, txoko.
Existeix també una varietat d'aquestes societats denominades "penyes" i participen activament en l'organització de les festes, són habituals a Navarra i les més famoses són les de Pamplona, que es coneixen com a peñas sanfermineras. La tradició que els socis siguin majoritàriament homes no succeeix, almenys avui en dia, en el cas de les penyes.